# High Maintenance (canção)
"High Maintenance" é uma canção da atriz e cantora Miranda Cosgrove do seu extended play de mesmo nome, feita em parceria com o vocalista da banda Weezer, Rivers Cuomo. Cuomo também compôs a música junto com Joshua Berman e Willian Steinberg. 

## Estilo
A música tem estilo pop. Disse Cosgrove que "High Maintenance" é uma "canção descobada e despreocupada, mostrando as formas de diversão amorosa".